# دون ستيفنسون
دون ستيفنسون (بالإنجليزية: Don Stevenson)‏ هو كاتب أغاني أمريكي، ولد في 15 أكتوبر 1941.

## وصلات خارجية
- دون ستيفنسون على موقع ميوزك برينز (الإنجليزية)